# دياني هاميلتون
دياني هاميلتون (بالإنجليزية: Diane Hamilton)‏ هي ملحنة ومنتجة أسطوانات أمريكية، ولدت في 1925، وتوفيت في 1991.